# Lara Fútbol Club
El Lara Futbol Club fue un club de fútbol profesional venezolano, establecido en la ciudad de Barquisimeto. Fue fundado en 1965, año en el cual debutó en la Primera División y sale campeón. 
Tras jugar siete temporadas (1965-1971) y representar a Venezuela en la Copa Libertadores de 1966, desapareció. Después de 44 años, Lara Fútbol Club surge nuevamente, esta vez en la Segunda División gracias a la fusión de tres de los equipos del estado Lara: Policía de Lara FC, Unión Lara FC y UCLA FC que recién había descendido a la Segunda División B del fútbol venezolano.
El primer director técnico designado por la fusión fue Edgar Torrealba, quien venía de dirigir a Policía de Lara FC en los últimos dos años. Torrealba también fue técnico de Unión Lara FC y de Guaros FC. Desempeñó sus funciones hasta el año 2010 cuando fue nombrado como nuevo director técnico Edson Tortolero. Logró entrar al torneo de ascenso en la temporada 2011-2012, clasificando a este como el mejor 4.º lugar de los 3 grupos, su último resultado fue una victoria de 3-2 ante el Ureña Sport Club en condición de visitante. Sin Embargo, El equipo larense vendió su cupo de segunda división para la temporada 2012/2013 por presentar fuertes problemas económicos, desapareciendo.

## Datos del club

### Competiciones nacionales
- Temporadas en 1.ª: 7.
- Temporadas en 2.ª: 1.
- Temporadas en 2.ªB: 0.
- Temporadas en 3.ª: 0.

## Palmarés

### Torneos nacionales
- Primera División de Venezuela(1): 1965
- Copa Venezuela Subcampeones (3): 1965, 1968, 1979

- Datos: Q3217815